# Элеонора де Бурбон-Конде
Элеонора де Бурбон-Конде (фр. Éléonore de Bourbon-Condé, 30 апреля 1587, Париж — 20 января 1619, Мюре-э-Крут) — дочь Генриха I Бурбон Конде и его второй супруги Шарлотты де ла Тремуй. Принцесса Оранская в браке с Филиппом-Вильгельмом Оранским. Умерла бездетной.

## Биография
23 ноября 1606 года во дворце Фонтенбло Элеонора вышла замуж за Филиппа-Вильгельма Оранского, которому был уже 51 год.
25 октября 1611 года стало известно, что мать Элеоноры и её невестка Шарлотта Маргарита де Монморанси, жена Генриха II де Бурбона, поедут в Гаагу. Генеральные штаты Нидерландов решили подарить дамам достойный подарок, отчасти из вежливости, а отчасти в расчёте заполучить Генриха II де Бурбона как союзника.
Было решено подарить им посуду за 12 тысяч гульденов, что на то время было астрономической суммой. По инициативе бургомистра Харлема, который также был членом генеральных штатов, было куплено постельное белье, которым был известен Харлем. Общая длина белья достигала почти трёх километров.
Когда её муж умер после не принесшего результат лечения, Элеонора ничего не получила в наследство, так как Филипп-Вильгельм завещал всё своё имущество своему сводному брату Морицу Оранскому.
Воспитала свою внучатую племянницу Луизу де Бурбон.